# دامير هادزيتش
دامير هادزيتش (بالسلوفينية: Damir Hadžič)‏ هو لاعب كرة قدم سلوفيني في مركز الدفاع، ولد في 1 أكتوبر 1984 في إيزولا في سلوفينيا. لعب مع نادي تساليه ونادي كوبر.

## وصلات خارجية
- دامير هادزيتش على موقع قاعدة بيانات كرة القدم.إي يو (الإنجليزية)
- دامير هادزيتش على موقع Soccerway.com (الإنجليزية)